# Norden
| Nordwest | Norden  | Nordost |
| Westen   | Kompass | Osten   |
| Südwest  | Süden   | Südost  |

Norden oder Nord ist eine der vier Haupthimmelsrichtungen. Norden bzw. die Nordrichtung wird verwendet zur Navigation und zur Angabe von Koordinaten.

## Wortherkunft und andere Namen
Die Bezeichnung stammt vom althochdeutschen nord her und leitet sich von der indoeuropäischen Wurzel ner- für „links“ oder „unten“ ab, was möglicherweise auf „links der aufgehenden Sonne“ zurückzuführen ist.
In der nordischen Mythologie tragen die vier Zwerge Norðri, Suðri, Austri und Vestri den Schädel Ymirs, aus welchem die Asen das Himmelsgewölbe errichteten, Norðri ist der Zwerg des Nordens.
Andere Bezeichnungen für „Norden“ sind oder waren:
- Mitternacht, nach der Uhrzeit, zu der die Sonne in dieser Richtung steht.
- Lateinisch Septentrio (‚Sieben Dreschochsen‘), auf die sieben Sterne des Großen Wagens bezogen, als Sternbild der Römer – noch heute heißt italienisch settentrionale ‚nördlich‘
- altgriechisch Ἄρκτος árktos für ‚[Großer] Bär‘, das Sternbild, davon Arktis ‚Land im Norden‘ und Antarktis (Anti-Arktis ‚Gegenarktis‘, Antipoden der Arktis, das legendäre ‚Südland‘)
- altgr. βορέας Boréas, der ‚Nordwind‘, borealis ‚nördlich‘ (heute ‚subarktisch‘ in Begriffen wie boreale Zone, borealer Nadelwald oder boreale Klimastufe, borealer Schild), auch als Hyperborea (hyper- ‚darüber hinaus‘), das skythische Nordland der Griechen, noch erhalten in ital. iperboreo ‚nördlich‘
- in China stehen der Erdzweig der Maus bzw. Ratte (chinesisch 子, Pinyin zǐ) und das Trigramm ☵ Wasser (chinesisch 坎, Pinyin kăn) symbolisch für den Norden.

## Definitionen
Umgangssprachlich und in der Navigation werden mit Nord oder Norden verschiedene Dinge bezeichnet:
Nord, Norden
Umgangssprachlich eine meist grobe Richtungsangabe im nördlichen Bereich zwischen Nordwest und Nordost.
der Norden, im Norden
Umgangssprachliche Bezeichnung für die nördliche Hälfte eines Gebietes, z. B. eines Staates, einer Insel oder auch der ganzen Welt. In Deutschland dient sie auch den Medien als Synonym für Norddeutschland, Schleswig-Holstein oder das Sendegebiet des Norddeutschen Rundfunks.
„Es weht ein Nord“
Umgangssprachliche und seemännische Bezeichnung für einen Wind aus nördlichen Richtungen, also (ungefähr) Nordwind oder Nordströmung. Häufige Windrichtung in großen Teilen von West- und Mitteleuropa. Nordwind
Rechtweisend Nord (rwN), true north (TN), Geographisch Nord
Richtung entlang der Meridiane zum geographischen Nordpol. Rechtweisend Nord ist die wichtigste Bezugsgröße in der Navigation. Die Bezeichnung ist abgeleitet von richtig, recht.
Missweisend Nord (mwN), magnetic north (MN)
in Nordrichtung der Feldlinien des Erdmagnetfeldes.
In Mitteleuropa ist diese Abweichung von rechtweisend- zu missweisend-Nord so klein, dass die Missweisend-Nordrichtung trotzdem problemlos zu Orientierung und Navigation verwendet werden kann. Die Abweichung zwischen geographischer und magnetischer Nordrichtung wird als Deklination bezeichnet und ist z. B. aus Isogonen-Karten oder der Windrose in Seekarten abzulesen.

 Magnetkompass Nord (MgN), Kompass Nord (KN), compass north (CN)
Richtung, in die ein Magnetkompass zeigt, d. h. entlang der magnetischen Feldlinien der direkten Umgebung, die sich zusammensetzen aus dem Erdmagnetfeld (Missweisend Nord) und lokalen Magnetfeldstörungen durch elektrischen Strom und magnetisch aktive Materialien (Deviation).
Gitternord (GiN), grid north (GN)
Bezugsrichtung der in der Satellitennavigation verwendeten Koordinatensysteme (Gauß-Krüger, UTM, UPS). Weicht von geographisch Nord um einen variablen, Meridiankonvergenz genannten Winkel ab.

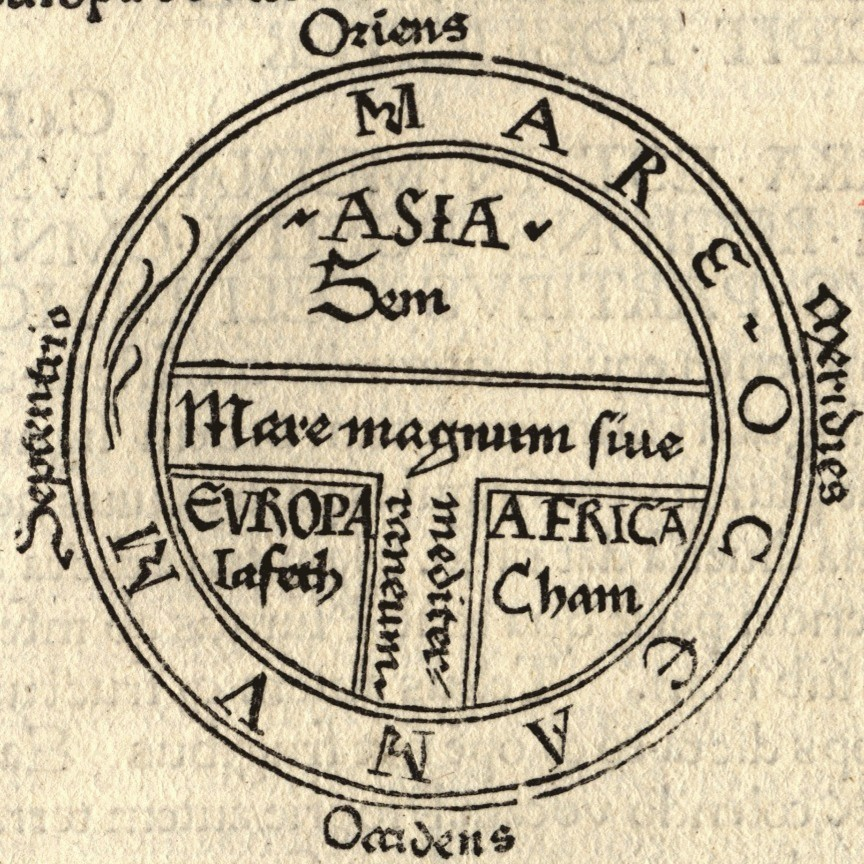
T-O-Karte, aus Isidor von Sevillas Etymologiae, Erstdruck Günther Zainer, 1472 – oben ist hier noch Osten, Septentrio links

Landkarten werden als Rahmenkarten und mit der Ausnahme von Karten der Polargebiete so erstellt, dass die Nordrichtung zum oberen Blattrand weist. Weicht eine Karte von dieser Konvention ab, ist die Nordrichtung in der Regel durch eine Windrose angegeben.
Auch auf den anderen Planeten des Sonnensystems gibt es die Himmelsrichtung Norden, auch dort zeigt sie auf den Nordpol, das heißt zum Pol in Richtung der Drehachse des Planeten.

## Ermittlung der Nordrichtung

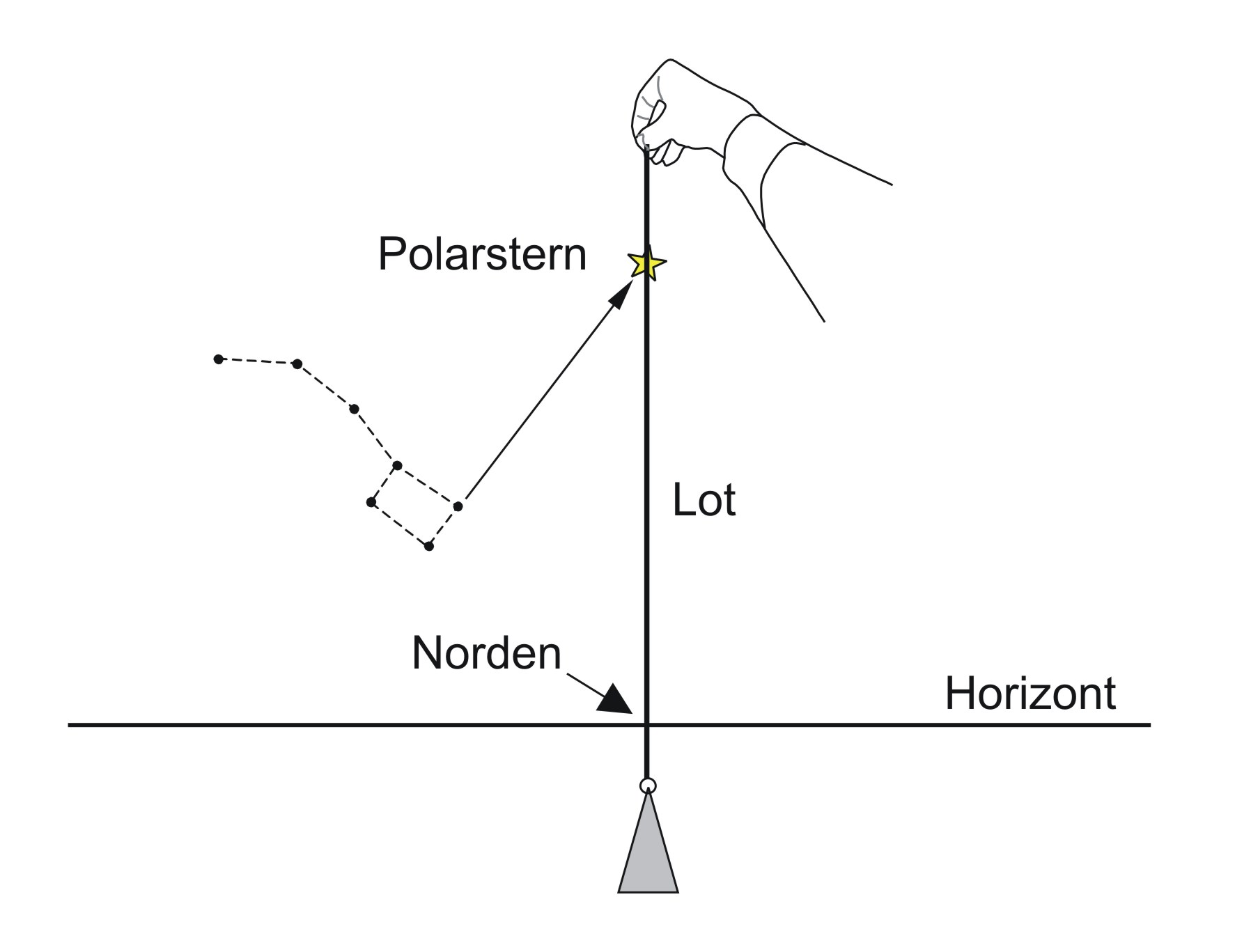
Bestimmung der Nordrichtung über den Polarstern mit einem Lot

Zur Ermittlung der Nordrichtung existieren verschiedene Verfahren:
- Rechtweisend Nord lässt sich mit Hilfe eines Kreiselkompasses ermitteln, mit Hilfe eines Magnetkompasses unter Berücksichtigung von Deklination und Deviation oder durch Peilung mit Hilfe einer Land- oder Seekarte.
- Magnetkompass Nord und Magnetisch Nord werden am einfachsten mit einem (Peil-)Magnetkompass ermittelt. Wird er in ausreichender Entfernung von gleichstromführenden Teilen und magnetischen Materialien abgelesen, ist die Deviation an den meisten Punkten der Erde deutlich kleiner als der Ablesefehler und somit vernachlässigbar.
- Mithilfe einer Analoguhr und des Sonnenstandes kann die Nordrichtung mit einer Genauigkeit von ca. 15° bestimmt werden, wenn man nördlich des nördlichen Wendekreises ist. Die Winkelhalbierende zwischen dem auf die Sonne ausgerichteten kleinen Zeiger und der 12-Uhr-Marke zeigt nach Süden. Voraussetzung ist, dass die Sonne um 12 Uhr ihren höchsten Tagesstand erreicht und die Uhr ein 12-Stunden-Zifferblatt hat. Während der Sommerzeit muss die Uhr also (zumindest in Gedanken) eine Stunde zurückgestellt werden, ebenso muss die Uhrzeit ggf. an den geographischen Rändern einer Zeitzone angepasst werden. Je nach Zeitzone kann diese Anpassung bis zu zwei Stunden groß sein (z. B. Kanada oder Grönland).
- Im Gelände gibt es verschiedene Zeichen, die eine grobe Orientierung zulassen. In Deutschland sind z. B. die meisten Satellitenschüsseln auf Astra-Satelliten ausgerichtet (19.2° nach Ost verdreht) und zeigen damit etwa entgegengesetzt der Nordrichtung. Auch der Moosbewuchs von Bäumen oder Dächern kann einen groben Hinweis geben, da er in Hauptwetterrichtung am stärksten ist. Hauptwetterrichtung in Mitteleuropa ist Nordwest.
- Nachts bei klarem Himmel durch Peilen des Polarsterns. Hierfür muss eine Linie ausgehend vom Polarstern senkrecht nach unten bis zum Horizont gezogen werden. Dort, wo die Linie den Horizont trifft, ist die Nordrichtung. Dies kann man z. B. mit einem Lot, also einem Faden mit einem Gewicht an einem Ende, durchführen. Das lose Ende des Lotes wird am ausgestreckten Arm mit den Fingern gehalten und der Faden genau über den Polarstern gebracht. Das Gewicht zieht den Faden nun senkrecht nach unten und dort, wo der Faden den Horizont scheinbar schneidet, ist Norden. Diese Methode funktioniert jedoch nicht in der Nähe des Nordpols, da hier der Polarstern fast senkrecht über dem Beobachter steht, der somit das Lot über seinen Kopf halten müsste. Damit wäre ein Peilen über den Faden nicht mehr möglich. Je weiter man sich jedoch dem Äquator nähert, desto kürzer wird die Distanz zwischen Polarstern und Horizont und desto genauer wird die Methode. In Deutschland mit einem Winkel von etwa 50° zwischen Polarstern und Horizont ist sie schon recht gut verwendbar.